# Rudolf Hemetsberger
Rudolf „Rudi“ Hemetsberger (* 24. November 1977 in Vöcklabruck) ist ein österreichischer Politiker (Grüne). Seit dem 23. Oktober 2021 ist er Abgeordneter zum Oberösterreichischen Landtag und seit dem 9. November 2021 Bürgermeister der Gemeinde Attersee am Attersee.

## Leben

### Ausbildung und Beruf
Rudolf Hemetsberger besuchte nach der Volksschule in Vöcklamarkt das Bundesgymnasium Vöcklabruck und anschließend die Tourismusschule Bad Ischl, wo er 1998 maturierte. Nach dem Präsenzdienst begann er ein Studium der Rechtswissenschaften an der Johannes Kepler Universität Linz (JKU).
2001 wechselte er an die Universität Salzburg, wo er ein Studium der Kommunikationswissenschaft 2005 als Bachelor of Arts beendete. Ein darauf aufbauendes Masterstudium schloss er dort 2010 als Magister mit einer Diplomarbeit zum Thema Nachhaltige Mobilität in der Stadt Salzburg: die Kommunikation von Nachhaltigkeit ab. Während des Studiums war er von 2005 bis 2008 als Studienassistent tätig.
Seit 2020 ist er Inhaber von Hemetsberger Strategie & Kommunikation.

### Politik
Hemetsberger war ab 2005 Assistent der Landesgeschäftsführung der Grünen Salzburg, 2009 wurde er dort Landesgeschäftsführer. 2020 folgte ihm Simon Hofbauer als Landesgeschäftsführer der Grünen Salzburg nach. 2009 wurde er Mitglied des Erweiterten Grünen Bundesvorstands, 2014/15 war er Mitglied des Grünen Bundesvorstands, dem er seit 2018 erneut angehört. Anfang 2020 wurde Vorstandsmitglied und Finanzreferent der Grünen Zukunftsakademie FREDA.
Bei der Landtagswahl in Oberösterreich 2021 kandidierte er auf dem fünften Listenplatz der Landesliste sowie im Landtagswahlkreis Hausruckviertel. Im Zuge der Gemeinderats- und Bürgermeisterwahlen in Oberösterreich 2021 wurde er in der Stichwahl mit 59,9 Prozent gegen seinen ÖVP-Kontrahenten Philip Weissenbrunner (40,1 Prozent) zum Bürgermeister der Gemeinde Attersee am Attersee gewählt. Hemetsberger wurde damit der erste Bürgermeister der Grünen in Oberösterreich.
Am 23. Oktober 2021 wurde er in der konstituierenden Sitzung der XXIX. Gesetzgebungsperiode als Abgeordneter zum Oberösterreichischen Landtag angelobt. Im Landtag wurde er Mitglied im Immunitäts- und Unvereinbarkeitsausschuss, im Ausschuss für Standortentwicklung, im Ausschuss für besondere Verwaltungsangelegenheiten sowie im Ausschuss für Bauen und Naturschutz. Im Landtagsklub der Grünen fungiert er als Bereichssprecher für Raumordnung, Bodenschutz, Baurecht, Land- und Forstwirtschaft, Tierschutz, Naturschutz. Am 9. November 2021 wurde er als Bürgermeister angelobt. Er folgte in dieser Funktion Walter Kastinger (SPÖ) nach.